# Arthur Terry
Arthur Hubert Terry (* 17. Februar 1927 in York, England; † 24. Januar 2004 in Colchester, Essex) war ein britischer Philologe, Kritiker und Dolmetscher. Er war Experte für katalanische Literatur, im Speziellen für Joan Maragall.

## Biographie
Terry wurde 1927 in York geboren und besuchte die Schule Saint Peter’s derselben Stadt. Ab 1947 studierte er Philologie an der Universität Cambridge bei John Brande Trend. Er kam zuerst nach Barcelona 1949 dank einer Studienbörse, um frühes katalanisches Klosterleben zu forschen. Von 1950 bis 1972 unterrichtete er hispanische Sprachen und Literaturen an der Queen’s University Belfast, wo er von 1962 bis 1973 Professor war. Im Jahr 1973 wurde er Literaturprofessor an der University of Essex.
1976 veröffentlichte er eine Anthologie von Gedichten von Ausiàs March mit englischen Übersetzungen, und koordinierte eine Serie von Aufsätzen über Tirant lo Blanc. Er war ein Experte für katalanische und spanische Dichtung. Seine Untersuchung über Antonio Machados Campos de Castilla 1973 muss hervorgehoben werden. Seine Übersetzungen ins Englische von Joan Brossa und Gabriel Ferrater müssen auch hervorgehoben werden.

## Auszeichnungen
Terry war Präsident der Anglo-Catalan Society von 1962 bis 1965, und auch der Internationalen Gesellschaft von katalanischer Sprache und Literatur von 1982 bis 1988. 1982 verlieh ihm die regionale katalanische Regierung den Creu-de-Sant-Jordi-Preis. 1995 bekam er den Internationale Ramon Llull Preis und 2001 den Serra d’Or Preis der Kritik.

## Veröffentlichungen
- La poesia de Joan Maragall (= Publicaciones de „La Revista“. 34). Barcino, Barcelona 1963, (Katalanisch).
- An Anthology of Spanish Poetry 1500–1700. 2 Bände. Pergamon Press, Oxford u. a. 1965–1968, (Englisch).
- Catalan Literature. Benn u. a., London u. a. 1972, ISBN 0-510-32299-9 (Englisch).
- Quatre poetes catalans. Ferrater, Brossa, Gimferrer, Xirau (= Llibres a l’abast. 264). Edicions 62, Barcelona 1991, ISBN 84-297-3315-9 (Katalanisch. Essays und Aufsätze, die zwischen 1971 und 1985 verfasst und zuvor zwischen 1976 und 1988 in verschiedenen Publikationen veröffentlicht wurden).
- Modern Catalan Poetry. A European Perspective (= The Kate Elder Lecture. 2). University of London – Department of Hispanic Studies, London 1991, ISBN 0-904188-08-6 (Englisch).
- als Herausgeber: Readings of J. V. Foix. An Anthology (with English Prose Translations) and Complementary Studies (= Anglo-Catalan Society Occasional Publications. 10). Coordinated by Puri Gómez i Casademont. Anglo-Catalan Society u. a., Sheffield 1998, ISBN 84-7609-880-4 (Englisch).
- Three Fifteenth-century Valencian Poets (= Department of Hispanic Studies. Queen Mary and Westfield College. Papers of the Medieval Hispanic Research Seminar. 24). University of London – Department of Hispanic Studies, London 2000, ISBN 0-904188-66-3 (Englisch).
- La idea del lenguaje en la poesía española. Crespo, Sánchez Robayna y Valente. Conferencias inaugurales de la Cátedra de poesía e estética José Ángel Valente (= Pulicaciones de la Catédra de de poesía y estética José Ángel Valente. 1). Universidad de Santiago de Compostela, Santiago de Compostela 2002, ISBN 84-8121-974-6 (Spanisch).
- A Companion to Catalan Literature (= Colección Támesis. Serie A: Monografías. 193). Tamesis, Woodbridge u. a. 2003, ISBN 1-855-66089-X (Englisch).